# Dušan Grešl
Dušan Grešl (pogrešno Greši, Drešl), hrvatski bosanskohercegovački bivši nogometaš. Igrao za Željezničar iz Sarajeva. Počevši od sezone 1921./22. igrao je za Željezničar četiri sezone. Željezničar je tad igrao u rangu sarajevskog nogometnog podsaveza i podsaveznoj ligi.